# Wolfgang Reimann (Unternehmer)
Wolfgang Reimann (* 4. Oktober 1952 in Deutschland) ist ein deutsch-österreichischer Unternehmer, Chemiker und Erbe, der gut ein Viertel der JAB Holding besitzt.

## Leben
Reimann ist der Urururenkel von Johann Adam Benckiser, der Ururenkel von Karl Ludwig Reimann und entstammt der wohlhabenden Unternehmerfamilie Reimann. Er ist der einzige leibliche Sohn von Albert Reimann aus dessen unehelicher Beziehung zu Emilie Landecker (1922–2017). Im Februar 1965 wurde er zusammen mit seinen beiden Schwestern Renate Reimann-Haas und Andrea Reimann-Ciardelli von Albert Reimann adoptiert. Er hat in Günter Reimann-Dubbers, Volker Reimann-Dubbers, Hans Gerhard Reimann-Dubbers und Hedwig-Else Dürr, geborene Reimann-Dubbers vier weitere Adoptivgeschwister.
1984 erbte Reimann von seinem Vater 11,1 % der Joh. A. Benckiser GmbH, die 1999 mit dem britischen börsennotierten Unternehmen Reckitt & Colman zu Reckitt Benckiser (seit 2021 Reckitt) fusionierte. 2005 gründete er zusammen mit seiner Schwester Renate Reimann-Haas und seinen Adoptivgeschwistern Stefan Reimann-Andersen und Matthias Reimann-Andersen die gemeinnützige Benckiser Stiftung Zukunft. Die Stiftung wurde 2019 infolge der bekanntgewordenen Verstrickungen der Familie mit dem nationalsozialistischen Regime in die Alfred Landecker Foundation mit Sitz in Ludwigshafen am Rhein  und einem Büro in Berlin überführt.
Reimann besuchte von 1963 bis 1972 das Bunsen-Gymnasium in Heidelberg und promovierte 1985 an der Ruprecht-Karls-Universität Heidelberg in Organischer Chemie zum Thema Röntgenstrukturanalyse und Elektronendichteuntersuchungen an kleinen Ringsystemen bei Hermann Irngartinger. Er veröffentlichte zusammen mit verschiedenen Co-Autoren Fachaufsätze. Später arbeitete er eine Zeitlang in Basel. In den 2000er Jahren wohnte er im hessischen Bensheim an der Bergstraße. Ansonsten lebt er ein unauffälliges Leben. Interviews und Fotos von ihm gibt es so gut wie keine.
Reimann ist verheiratet und hat drei Söhne. 2006 hat er die österreichische Staatsbürgerschaft angenommen. Forbes schätzte 2022 sein Nettovermögen auf 5,8 Milliarden US-Dollar.